# Otegen Batyra
Otegen Batyra (kazakiska: Energetīcheskīy, ryska: Отеген Батыра, Энергетический) är en ort i Kazakstan.   Den ligger i oblystet Almaty, i den sydöstra delen av landet, 1 000 km söder om huvudstaden Astana. Otegen Batyra ligger 631 meter över havet och antalet invånare är 18 864.
Terrängen runt Otegen Batyra är platt, och sluttar norrut. Runt Otegen Batyra är det mycket tätbefolkat, med 1 361 invånare per kvadratkilometer. Närmaste större samhälle är Burundaj, 15,0 km sydväst om Otegen Batyra. Trakten runt Otegen Batyra består i huvudsak av gräsmarker.